# Not Strong Enough
Not Strong Enough é uma canção do supergrupo americano Boygenius, lançada pela Interscope Records em 1º de março de 2023 como o quarto single do álbum de estreia da banda, The Record. Escrita por Julien Baker, Phoebe Bridgers e Lucy Dacus, a faixa é uma mistura de indie rock e folk rock, incorporando elementos de diversos gêneros. Suas letras abordam principalmente questões de saúde mental e seus impactos nos relacionamentos, destacando um narrador que oscila entre sentimentos de autoaversão e grandiosidade. Críticos musicais também interpretaram a canção sob a ótica dos papéis de gênero e do feminismo.
Comercialmente, Not Strong Enough apareceu em diversas paradas de rock nos Estados Unidos, incluindo a Adult Alternative Airplay, onde permaneceu no topo por sete semanas e foi classificada pela Billboard como a música de maior sucesso de 2023. A canção também teve bom desempenho na Irlanda e em uma parada secundária no Japão, além de receber certificação de prata no Reino Unido.
A música foi amplamente aclamada pela crítica, com muitos elogios para sua composição e letras. Diversas publicações a consideraram uma das melhores faixas de The Record e do ano de 2023. Na 66ª edição do Grammy Awards, foi indicada a Gravação do Ano e venceu nas categorias de Melhor Canção de Rock e Melhor Performance de Rock.
O videoclipe, que mostra a banda passando o dia junta em vários locais do Condado de Los Angeles, foi elogiado por sua representação autêntica da amizade entre os três músicos, além de contrastar seu tom leve e edificante com o tema mais introspectivo da letra. Durante a turnê de The Record, a música era parte constante do setlist e foi considerada um dos momentos mais marcantes dos shows pelo público e pelos críticos.Antecedentes e

## Antecedentes e lançamento

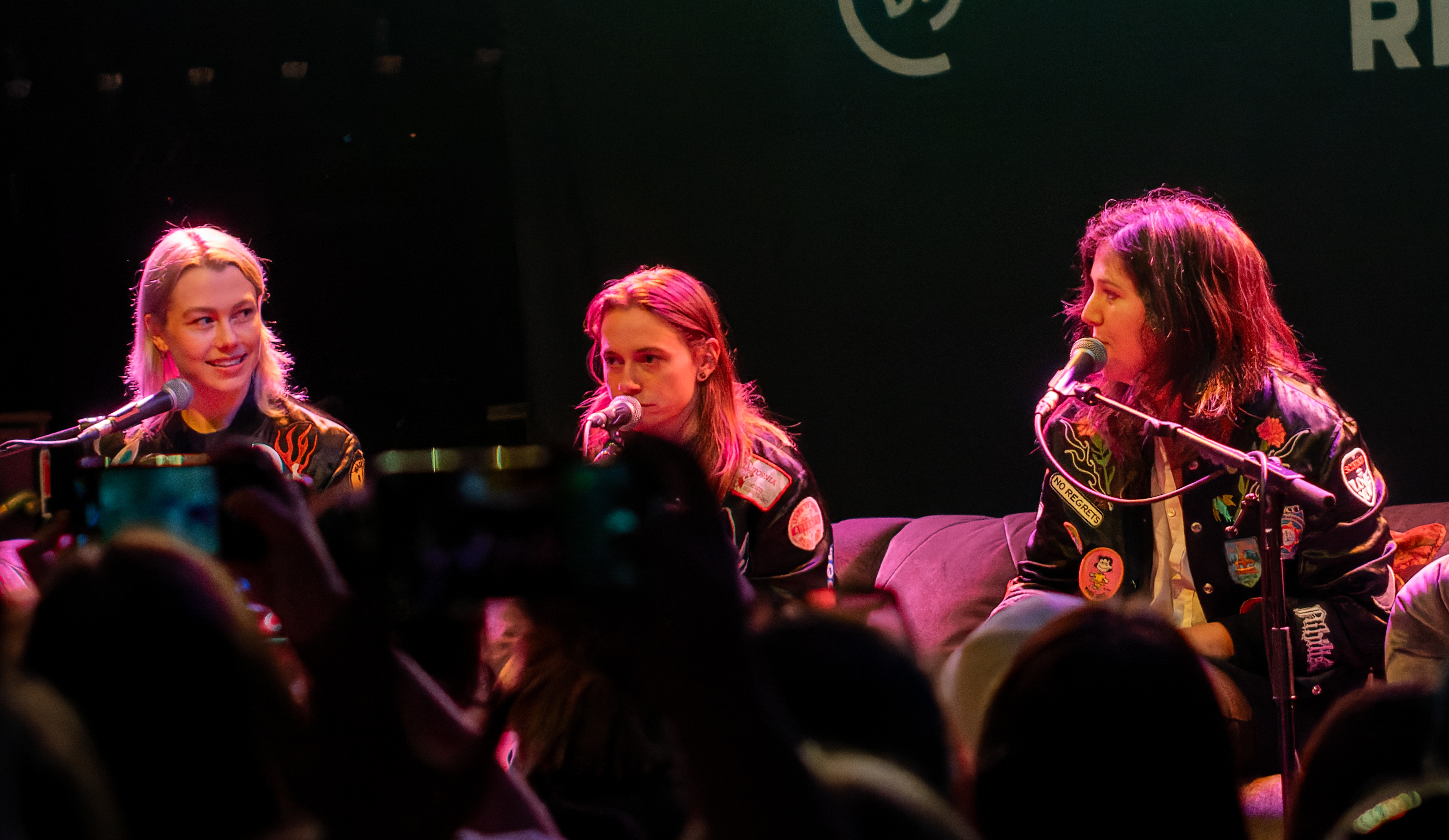
Boygenius se apresentando ao vivo em Kingston upon Thames em agosto de 2023. Bridgers, Baker e Dacus aparecem da esquerda para a direita.

Boygenius é um supergrupo formado pelos cantores e compositores americanos Julien Baker, Phoebe Bridgers e Lucy Dacus. O trio surgiu em 2018 e lançou seu primeiro EP, Boygenius, em outubro do mesmo ano. Após o lançamento do EP, cada integrante focou em sua carreira solo, lançando seus respectivos álbuns: Punisher, de Bridgers; Little Oblivions, de Baker; e Home Video, de Dacus, entre 2020 e 2021. Pouco depois do lançamento de Punisher em junho de 2020, Bridgers começou a escrever novas músicas para se manter ocupada durante a pandemia de COVID-19. Durante esse período, surgiu a canção Emily I'm Sorry, que mais tarde se tornaria um dos singles e a terceira faixa de The Record. Sentindo que a música funcionaria melhor com uma banda completa do que como um trabalho solo, Bridgers enviou a demo para Dacus e Baker.
O trio então começou a compartilhar ideias e gravações em uma pasta do Google Drive e um bate-papo em grupo, reunindo-se pessoalmente na Califórnia duas vezes em 2021 para compor juntas. Em 19 de novembro daquele ano, a banda se apresentou junta pela primeira vez em três anos, participando de um show beneficente organizado pelo Bread and Roses Presents. As gravações de The Record aconteceram principalmente em janeiro de 2022, no estúdio Shangri-La, em Malibu, com a participação de vários músicos de estúdio, incluindo Jay Som no baixo e Carla Azar, da banda de rock alternativo Autolux, na percussão. Sessões adicionais foram realizadas no Sound City Studios, em Van Nuys.
A banda manteve segredo sobre o processo de composição e gravação enquanto ele acontecia. Quando questionados em entrevistas sobre uma possível reunião, os integrantes geralmente davam respostas indiretas e evasivas. Os rumores sobre um álbum de estreia do Boygenius começaram a surgir entre o final de 2022 e o início de 2023, especialmente após uma sessão de fotos realizada em novembro de 2022 e o anúncio de sua participação no Coachella 2023. Em 18 de janeiro de 2023, o trio anunciou oficialmente seu primeiro álbum, The Record, junto com a lista de faixas e a data de lançamento para 31 de março. Nessa época, três singles foram disponibilizados: $20, True Blue e Emily I'm Sorry. Segundo Bridgers, a primeira metade do álbum inclui canções que já estavam quase finalizadas quando foram compartilhadas entre os membros da banda, enquanto a segunda metade reflete o próprio processo criativo do disco e o vínculo desenvolvido entre eles. A faixa Not Strong Enough, fruto de uma colaboração entre os três, aparece como a sexta de um total de 12 músicas. Em 1º de março, ela foi lançada como o quarto single do álbum, acompanhada por um videoclipe. A canção começou a ser reproduzida em rádios alternativas de álbuns adultos nos Estados Unidos em 13 de março, sendo adicionada às rádios alternativas do país 15 dias depois.

## Escrita e composição

### Música
Not Strong Enough é predominantemente uma canção de indie rock e folk rock Tom Breihan, do Stereogum, descreveu-a como um rocker de cabeça cintilante. Já as análises da Exclaim! e Clash apontaram semelhanças com a cena musical de Laurel Canyon do início dos anos 1970. Alguns críticos identificaram influências pop na faixa. Eric Mason, da Slant Magazine, destacou sua perspicácia pop astuta, enquanto Lindsay Zoladz, do The New York Times, sugeriu que a música subverte tropos do gênero. Tyler Golsen, do Far Out, percebeu elementos de country enquanto Cat Zhang, da Pitchfork, e Jeremy Winograd, da Slant Magazine, a classificaram como country pop.Já Ben Beaumont-Thomas, do The Guardian, a categorizou como pop rock. Outras influências foram apontadas por diferentes críticos: Chris Willman, da Variety,e Andrew Sacher, do BrooklynVegan, compararam a sonoridade ao jangle pop,enquanto Jon Pareles, do The New York Times, observou influências do new wave, atribuindo isso à produção bombástica e ecoante. Alex Flood, da NME, descreveu o minuto final da música como punk. Em entrevistas para a Variety e o The New York Times, os membros da banda afirmaram que a faixa foi, em parte, escrita com a intenção de ser tocada no rádio, tornando-a cativante e acessível. Lucy Dacus comentou que o resultado foi inesperado para um grande sucesso radiofônico, enquanto Phoebe Bridgers garantiu que a integridade artística da banda permaneceu intacta. Willman, Carl Wilson da Slate e Rachel Syme da The New Yorker perceberam que a música tinha apelo comercial,Além disso, Syme e Sacher a compararam aos primeiros sucessos de Sheryl Crow.
Not Strong Enough é construída sobre uma instrumentação clássica de rock, com guitarras, baixo e percussão, além da adição de sintetizadores. A faixa combina guitarras acústicas e elétricas, que diversos críticos apontaram como sendo tocadas de forma ritmada. Allaire Nuss, da Entertainment Weekly, e Mikael Wood, do Los Angeles Times, descreveram os riffs de guitarra como tendo uma qualidade luminosa, enquanto Mark Savage, da BBC Music, afirmou que eles soavam como sinos. Angie Martoccio, da Rolling Stone, comparou o trabalho de guitarra ao do músico americano Frank Black e destacou que Bridgers havia citado Black como influência durante o processo de composição. Jon Pareles, do The New York Times, observou que as linhas de baixo criam melodias complementares às guitarras. Já a percussão foi amplamente destacada pelos críticos por sua energia e papel fundamental na música. A Rolling Stone e a British GQ descreveram a bateria como caótica e intensa, respectivamente, enquanto John Amen, da PopMatters, afirmou que ela tinha uma qualidade saltitante. Lucy Dacus revelou que o bumbo segue um padrão four on the floor, e Tyler Golsen destacou que tanto a bateria quanto os sintetizadores ajudaram a diferenciar a faixa das outras três músicas lançadas antes do álbum. A produtora Catherine Marks explicou, em entrevista à rádio australiana Double J, que contou com a ajuda de Sarah Tudzin para combinar gravações de duas bateristas, Carla Azar e Barbara Gruska, criando assim a percussão final da faixa. Os sintetizadores foram comparados à sonoridade da década de 1980 por Kyle Petersen, da No Depression, e à banda americana The War on Drugs por John Vettese, da WXPN. Nuss contrastou a limpidez e o calor dos sintetizadores e guitarras com a intensa turbulência emocional da música, descrevendo o efeito como se porcelana estivesse sendo arremessada contra uma parede.
A música foi a última a ser finalizada para The Record. De acordo com a partitura publicada no Musicnotes.com pela Hal Leonard Music Publishing, Not Strong Enough está escrita em compasso quaternário, com um tempo de 126 batidas por minuto, e composta na tonalidade de Ré bemol maior (D♭ major). A introdução começa com um acorde suspenso de Sol bemol (G♭) repetidamente tocado antes de seguir para a progressão de acordes D♭–A♭sus4–E♭m7–B♭m nos versos. No refrão, a progressão muda para uma sequência mais modulante e básica de G♭sus2–D♭–A♭–B♭m7. Os vocais de Bridgers, Baker e Dacus abrangem uma extensão que vai da nota mais grave, F3, até a mais aguda, D♭5. Cada uma das três integrantes assume os vocais principais em diferentes momentos da canção: Bridgers lidera o primeiro verso e refrão, Baker assume o segundo verso e refrão, e Dacus conduz a ponte e o refrão final. Nos versos, Bridgers e Baker cantam sozinhas, enquanto o restante do grupo adiciona harmonias vocais aos refrães. Após o segundo refrão, há um breve interlúdio instrumental, seguido por um trecho em que Dacus canta suavemente com um acompanhamento musical mínimo. Conforme a música cresce em intensidade, Bridgers e Baker gradualmente se juntam a ela. O clímax da faixa ocorre perto do final da ponte, com uma instrumentação trovejante, segundo a NPR Music. As vozes de Baker e Bridgers se elevam drasticamente, enquanto os instrumentos diminuem momentaneamente para dar destaque aos vocais antes da entrada do último refrão.

### Letra
Os dois lobos dentro de nós podem representar a autodepreciação e a autoglorificação... Dizer algo como: "Não sou forte o suficiente para estar presente para você. Não posso ser o parceiro que você quer que eu seja." Mas, ao mesmo tempo, pensar: "Sou ferrado demais. Ninguém pode realmente me conhecer!" Às vezes, o ódio a si mesmo pode se tornar um tipo de complexo de deus, onde a pessoa acredita ser a mais problemática que já existiu. Mas, sinceramente, ninguém é. Esse tipo de mentalidade pode levar a comportamentos extremamente egoístas, e eu adoro como cada um de nós interpretou esse conceito de formas diferentes.

—Phoebe Bridgers
A letra de Not Strong Enough aborda temas como transtornos mentais e os impactos negativos nos relacionamentos. Em uma entrevista em vídeo para a Genius, a banda explicou os significados da canção: Bridgers afirmou que a música fala sobre o uso da autocomiseração como uma forma de escapar da responsabilidade, enquanto Baker descreveu a letra como uma reflexão sobre a consciência das próprias limitações em um relacionamento, mas sem o comprometimento necessário para superá-las. Em resposta, Dacus brincou ao chamar a música de fuckboy-genius. Alex Hopper, da American Songwriter, interpretou a canção como um relato de um relacionamento tóxico, no qual a autodepreciação e pedidos de desculpas insinceros são usados como ferramentas de manipulação. Outros críticos analisaram a presença de questões ligadas a papéis de gênero, enquanto Zoya Raza-Sheikh, da Gay Times, identificou elementos feministas na letra.
O verso de Bridgers descreve a falta de capacidade executiva para ajustar relógios e exibir a hora correta. Rick Quinn, do PopMatters, teorizou que essa incapacidade seria resultado de um ataque de pânico. Segundo Rob Hakimian, do Beats Per Minute, as linhas iniciais do verso estabelecem o clima geral da letra da música, que Hakimian caracterizou como dissociativo. As revistas Vulture e Flood Magazine resumiram o verso como uma representação dos efeitos da depressão na percepção do ambiente ao redor. A Far Out interpretou-o como um exemplo de kitchen sink realism (realismo de classe trabalhadora). O verso de Baker fala sobre a possibilidade de uma corrida de arrancada (drag race) terminar em um acidente automobilístico fatal. Ele menciona a música Boys Don't Cry, da banda inglesa The Cure, que Alex Harris, do Neon Music, interpretou como uma referência à expectativa social de que as pessoas escondam suas emoções. Quinn observou que Boys Don't Cry também é o nome de um filme de 1999 sobre Brandon Teena, um homem trans assassinado em um crime de ódio; ele sugeriu que o verso de Baker contém um duplo sentido, aludindo tanto a artistas drag quanto à intolerância contra pessoas LGBT+.

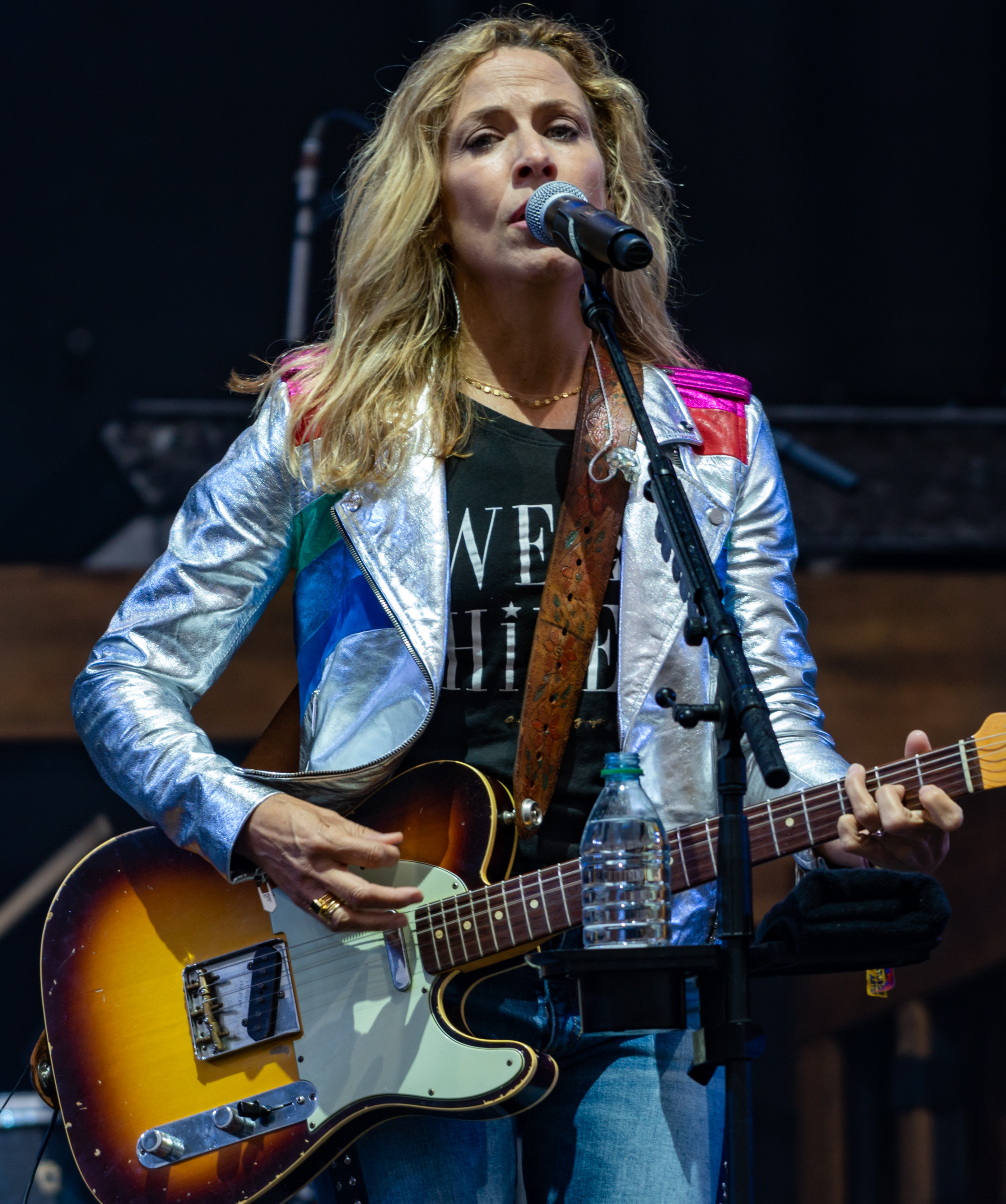
Sheryl Crow (fotografada em 2018) foi uma fonte de inspiração para Not Strong Enough.

O refrão da música é uma homenagem ao single Strong Enough, de Sheryl Crow, lançado em 1994. Bridgers já tinha pensado na letra referencial, Not strong enough to be your man, muito antes da música ser escrita e estava esperando a oportunidade certa para incluí-la. Embora a canção trate de sentimentos de depressão, Bridgers disse à Newsweek que não estava passando por esses sentimentos durante o processo de composição, comparando a discrepância com conversar com seus amigos sobre as coisas com as quais você luta mentalmente, sem estar realmente emocionalmente ativado no momento em que compartilha ou fala sobre isso. Cada refrão contém letras diferentes. A ponte da música consiste na linha Always an angel, never a god, repetida doze vezes. De acordo com Dacus, essa letra tem a intenção de descrever receber elogios por ser subserviente. Hopper interpretou como uma representação de um desequilíbrio de poder, onde uma pessoa com doença mental exerce maior influência em um relacionamento, enquanto Lola J. DeAscentiis, do The Harvard Crimson, opinou que representa a sensação de estar indefeso e à deriva. Nuss afirmou que a frase transmite sentimentos de decepção por ser diminuído por outras pessoas. Escrevendo para a Flood Magazine, Kyle Lemmon interpretou a linha como uma expressão de sentimentos de culpa e vergonha. Para Nic Nichols, da Atwood Magazine, e Günseli Yalcinkaya, da Dazed, a frase encapsula as lutas das mulheres contra a misoginia na indústria da música. Já Daniel Kohn, da Spin, escreveu que a linha expressa como gerenciar suas próprias expectativas e emoções enquanto lida com seus próprios problemas.

## Recepção

### Desempenho Comercial
Not Strong Enough apareceu em várias paradas relacionadas ao rock nos Estados Unidos. A música estreou em 17º lugar na parada Adult Alternative Airplay da Billboard na semana que terminou em 25 de março; ela alcançou o primeiro lugar na semana que terminou em 3 de junho, tornando-se a primeira música de qualquer membro do Boygenius a alcançar o topo de uma parada de airplay da Billboard. A música permaneceu em primeiro lugar por sete semanas e ficou um total de 24 semanas na parada; a Billboard classificou-a como a música mais bem-sucedida de 2023 na rádio alternativa adulta. Na parada Alternative Airplay da Billboard, a música estreou em 40º lugar na semana que terminou em 8 de abril, alcançando o 11º lugar na semana que terminou em 2 de setembro e ficando na parada por um total de 23 semanas. Na parada geral Rock Airplay da Billboard, que mede as impressões de audiência em estações de rádio de rock mainstream, alternativo e alternativa adulta, a música estreou em 39º lugar na semana que terminou em 25 de março e alcançou o 12º lugar na semana que terminou em 17 de junho, permanecendo na parada por um total de 24 semanas. A Billboard classificou a música nos números 27 e 26 nas listas de fim de ano de 2023 para Alternative Airplay e Rock Airplay, respectivamente. Na parada multi-métrica Hot Rock & Alternative Songs, que classifica as músicas com base em números de streaming e vendas digitais além do airplay de rádio, ela estreou em 43º lugar na semana que terminou em 18 de março e alcançou o 26º lugar na semana que terminou em 10 de junho, ficando na parada por 22 semanas; ela foi classificada em 74º lugar na lista de fim de ano dessa parada.
Fora dos Estados Unidos, Not Strong Enough teve uma presença limitada nas paradas. Na Irlanda, a música estreou e alcançou o 78º lugar na semana de 6 de abril, caindo da parada na semana seguinte; ela retornou à parada em 84º lugar na semana de 31 de agosto, ficando por uma segunda e última semana na parada. Na parada Hot Overseas da Billboard Japão, a música estreou em 15º lugar na semana de 20 de março e ficou na parada por nove semanas não-consecutivas. Ela alcançou o 9º lugar na semana de 1º de maio; em fevereiro de 2024, a sua última aparição foi na semana de 19 de fevereiro, quando estava classificada em 15º lugar.

### Recepção da Crítica
Not Strong Enough recebeu aclamação crítica. Várias publicações a destacaram como um dos pontos altos de The Record em suas resenhas do álbum, incluindo Alternative Press, NME, DIY, PopMatters, Beats Per Minute, Exclaim!, Flood Magazine, Paste e Uncut. Tyler Golsen, do Far Out, deu à música quatro de cinco estrelas, escrevendo: É apenas divertida e é tudo o que precisa ser. Se você faz músicas tão boas quanto esta, não precisa de mais nada. Escrevendo para o Consequence, que selecionou Not Strong Enough como sua Música da Semana, Spencer Dukoff descreveu-a como uma canção de adoração para os descrentes e elogiou os vocais e a letra. Lola J. DeAscentiis, do The Harvard Crimson, foi extremamente positiva, considerando a música uma obra-prima impressionante que consegue transformar a mais dolorosa crise mental em uma obra de arte, sem, no entanto, romantizar essas lutas. A resenha colaborativa do Atwood Magazine sobre The Record viu cinco dos sete colaboradores do texto citando Not Strong Enough como uma das melhores músicas do álbum, elogiando sua instrumentação colorida e a admissão corajosa de inadequação. Escrevendo para o American Songwriter, Alex Hopper elogiou a abordagem não convencional da música sobre temas relacionados a relacionamentos. Ben Tipple, do DIY, referiu-se à música como um momento brilhante em um som de amizade que não se leva muito a sério, mas se baseia em uma admiração inabalável por todos os aspectos do ser de cada um. Adam Feibel, do Exclaim!, afirmou que a música mostra cada um deles igualmente e soa como todos ao mesmo tempo. MusicOMH e Nashville Scene consideraram a música maior do que a soma das habilidades individuais de composição e performance dos três músicos. Uma visão morna de Not Strong Enough foi dada por David Coleman, do No Ripcord, que deu ao álbum The Record uma nota seis de dez em sua resenha. Coleman considerou a música representativa de suas reservas em relação ao álbum; ele não ficou impressionado com a composição e os arranjos, e criticou o álbum por não cumprir a promessa, embora tenha elogiado as harmonias.
Spin, Uproxx e Los Angeles Times coroaram Not Strong Enough como a melhor música de 2023. Muitas outras publicações e organizações de mídia a incluíram em suas listas de final de ano, como BBC Music (número dois), Billboard (número seis), British GQ (sem classificação), Clash (número 15), Consequence (número 22), DIY (número três), Elle (sem classificação no top 42), Entertainment Weekly (número dois), Esquire (sem classificação no top 20), Far Out (número 22), The Guardian (número 19), NME (número 15), NPR Music (sem classificação no top 123), Paper (sem classificação no top 17), Pitchfork (número 32), Rolling Stone (número 13), Slant Magazine (número 10), Spectrum Culture (número quatro), Time Out (número 20) e Variety (sem classificação no top 65). Far Out considerou-a a quarta melhor música do Boygenius, enquanto Exclaim! a colocou em oitavo lugar em uma lista das melhores músicas escritas e interpretadas por Phoebe Bridgers. Triple J a classificou em 30º lugar no seu Hottest 100 de 2023. Em setembro de 2024, Pitchfork a colocou em 72º lugar em um ranking do melhor das músicas da década de 2020.

## Videoclipe

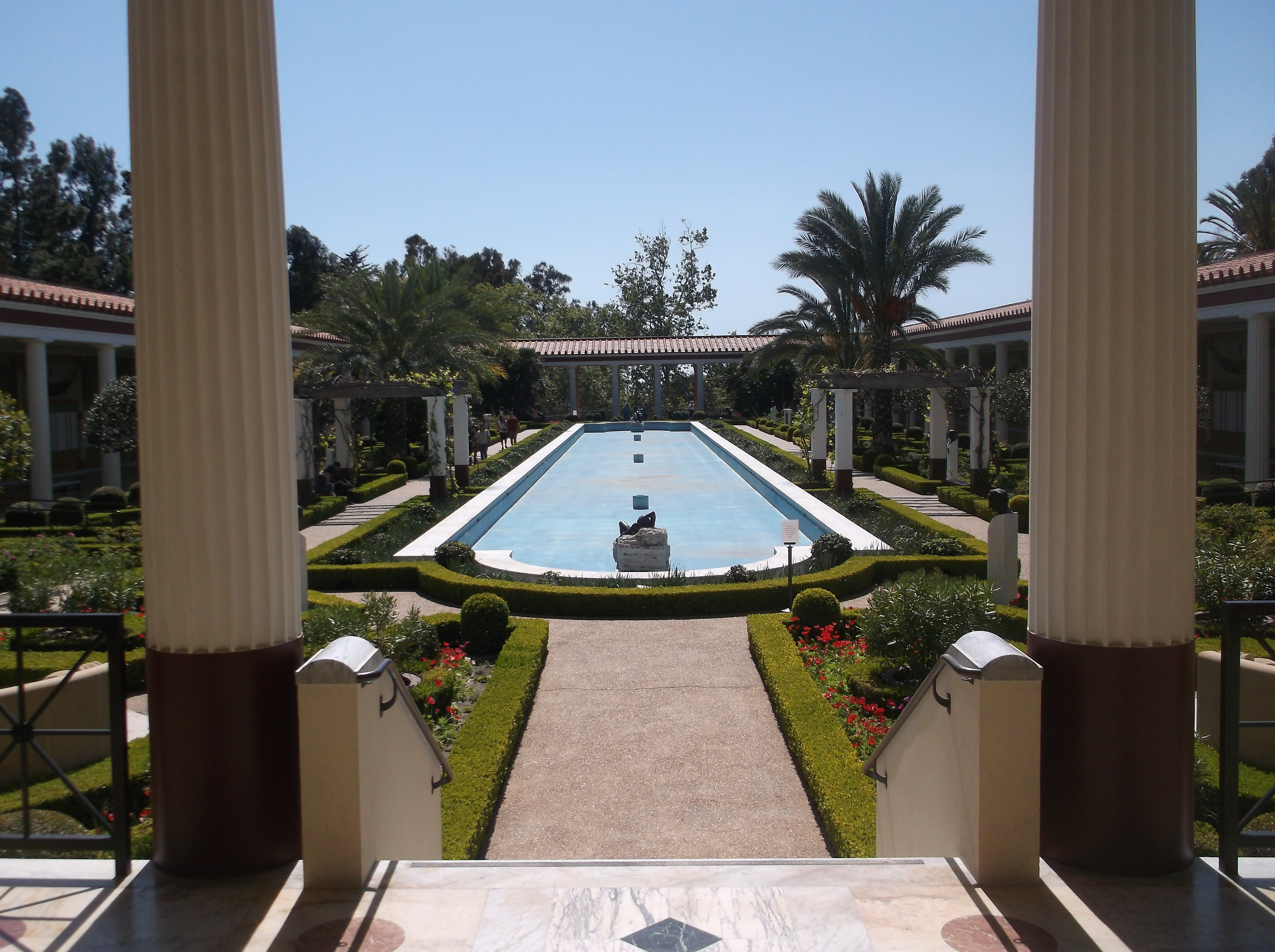
Uma fonte no Perístyle Externo da Getty Villa em Pacific Palisades, vista do edifício principal em abril de 2012. Por volta de 1:10 no videoclipe, um trecho dessa área, de um ângulo semelhante, é mostrado enquanto a banda caminha em direção aos jardins.

O videoclipe de Not Strong Enough documenta Baker, Bridgers e Dacus passando um dia juntas em vários locais ao redor de Los Angeles. Começa com imagens de cenários à beira da estrada, intercaladas com um clipe dos membros balançando a cabeça enquanto dirigem, antes de a banda chegar ao Santa Monica Pier. No píer, a banda passeia pelo calçadão, joga jogos de arcade—onde Baker testa sua força em um jogo de força e Bridgers joga um jogo de realidade virtual—e anda em um carrossel, uma roda-gigante e uma montanha-russa. Depois disso, a banda vai à Getty Villa, onde explora a área e observa várias estátuas e exposições de arte. Em uma sequência, a tela se move continuamente para a direita enquanto Baker, Bridgers e Dacus ficam em pé entre vários bustos, tentando imitar suas expressões faciais estoicas. Em seguida, a banda pratica softball em uma caixa de rebatidas antes de visitar um campo de golfe miniatura, onde Baker e Bridgers escalam um pequeno castelo usado como adereço. A banda então faz uma trilha, onde desce uma longa escada e atravessa um túnel escuro. Durante a segunda metade da ponte da música, o vídeo avança por clipes a uma velocidade dramaticamente aumentada; esses clipes incluem um rally de caminhões monstros, Bridgers vendo cartas de tarô, Dacus em uma livraria, ensaio no estúdio e a banda preparando e comendo refeições. O vídeo termina com a banda fazendo uma fogueira à beira-mar, onde, em uma cena, eles correm enquanto acendem bombas de fumaça coloridas no ar.
Baker, Bridgers e Dacus expressaram à i-D magazine que a intenção delas era criar um videoclipe que representasse a amizade entre elas; elas mesmas gravaram o vídeo para que o resultado fosse mais autêntico. A edição ficou a cargo do irmão de Bridgers, Jackson. Lola J. DeAscentiis, do The Harvard Crimson, Robin Murray, do Clash, e Will Schube, do uDiscover Music, opinaram que a apresentação do vídeo lembrava a de um filme caseiro. DeAscentiis sentiu que a aura despreocupada do vídeo contradizia os temas sombrios da letra, acrescentando mais profundidade à música. Cron escreveu: É tão divertido quanto encantador, e sublinha o motivo pelo qual os membros do Boygenius funcionam tão bem juntos. Pela alegria em seus rostos, é claro que a música – tão vital quanto seja – não é a parte mais importante do Boygenius. Derrick Rossignol, do Uproxx, comentou que o vídeo deixava evidente a força do vínculo da banda, acrescentando que ele ecoava a declaração de missão do álbum, que foi descrita em materiais de imprensa anteriores como sendo 'sobre recuperar a alegria'. David Chiu, do Newsweek, observou que a natureza despretensiosa do vídeo contrastava o Boygenius com supergrupos do passado, que, segundo ele, eram afligidos por pressões comerciais e egos.

## Apresentação ao vivo

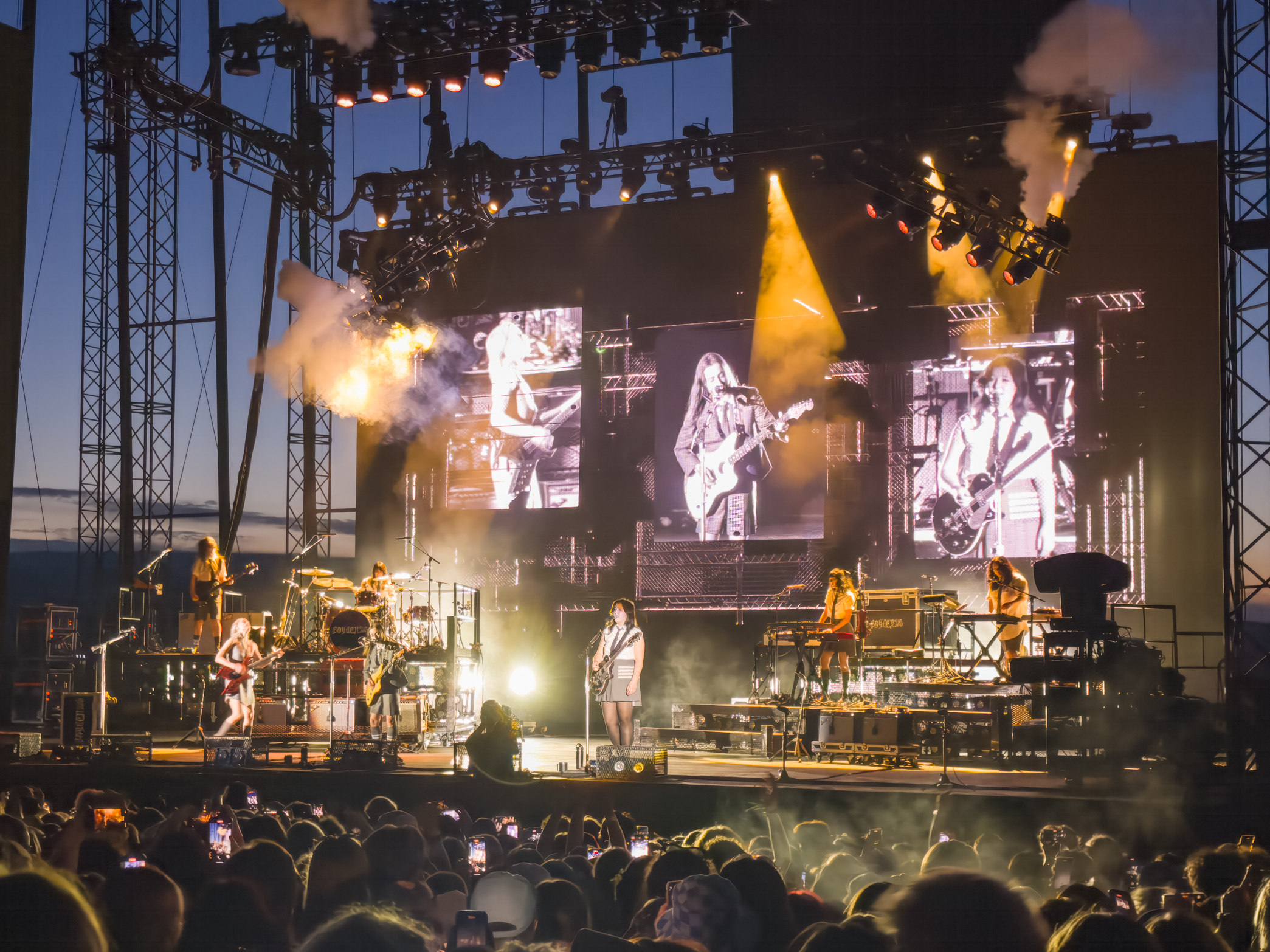
Boygenius se apresentando ao vivo em George, Washington, em julho de 2023

Boygenius apresentou Not Strong Enough pela primeira vez no Carnegie Hall como parte de um concerto beneficente para a Tibet House US em 1º de março de 2023, coincidindo com o lançamento do single. A inclusão da banda foi organizada pouco antes do concerto; a única outra música no setlist foi Cool About It, também faixa de The Record, que também foi apresentada ao vivo pela primeira vez. A música se tornou parte regular do setlist da banda durante a turnê em apoio ao álbum, geralmente perto ou no final do set principal. Em uma resenha de quatro estrelas de uma apresentação no dia 20 de agosto no Gunnersbury Park, Kitty Empire, do The Guardian, descreveu a música como uma música-tema para a banda. Stephen Daw, da Billboard, elogiou uma versão de 2 de outubro no Madison Square Garden—o primeiro concerto do trio nesse local—como de primeira linha. Revisando um concerto em 13 de junho no Harrah's Cherokee Center, Brian Postelle, do Asheville Stages, descreveu a reação visceral da plateia à música, escrevendo que se [a audiência] tivesse sido repentinamente levantada no ar e levada embora, isso não teria parecido tão fora de lugar.
Simultaneamente às primeiras semanas da turnê, Bridgers fez a abertura para Taylor Swift em 10 datas da Eras Tour; no primeiro desses shows, em 5 de maio em Nashville, Baker e Dacus se juntaram a Bridgers no palco para apresentar Not Strong Enough.
 Quando a turnê terminou com um concerto no Halloween no Hollywood Bowl, a banda se vestiu como a Trindade—Dacus como o Pai, Bridgers como o Espírito e Baker como o Filho—para apresentar a música, em um movimento que a Variety comparou à letra sempre um anjo, nunca um Deus. A banda também tocou a música no Jimmy Kimmel Live! (21 de abril) e no Saturday Night Live (11 de novembro). Para a última apresentação, a banda usou ternos pretos em homenagem à aparição dos Beatles em 9 de fevereiro de 1964 no The Ed Sullivan Show; o design do bumbo da Boygenius imitou o que os Beatles usaram naquela noite, utilizando a mesma fonte do logo da banda. No mesmo episódio, a banda apareceu em um esquete ao lado de Timothée Chalamet como quatro versões de Troye Sivan—todos eles imitando o estilo de moda e a coreografia de Sivan—que eram demônios do sono hallucinados por um personagem interpretado por Sarah Sherman.

## Prêmios ou indicações
Not Strong Enough foi indicada em três categorias no 66º Prêmio Anual Grammy (2024): Gravação do Ano, Melhor Música de Rock e Melhor Performance de Rock. Perdeu o primeiro prêmio para Flowers de Miley Cyrus, mas ganhou os dois últimos prêmios; estes foram, juntamente com a vitória de The Record como Melhor Álbum de Música Alternativa, os primeiros Grammys para todos os membros da banda. Vários meios de comunicação observaram que o Boygenius estava entre um grande número de artistas LGBT que receberam indicações e prêmios, incluindo Cyrus, Sivan, Brandy Clark, Billie Eilish, Victoria Monét e Romy. Em uma entrevista para a Billboard, Baker, Bridgers e Dacus afirmaram que ficaram satisfeitas com a quantidade de representatividade LGBT no Grammy de 2024, o que consideraram indicativo de que a comunidade LGBT estava sendo mais reconhecida como uma força artística do que antes. Na mesma entrevista, e depois ao aceitar os prêmios, a banda detalhou sentimentos de empolgação e incredulidade. Dacus expressou que precisava de uma lista de coisas nova e que [ela, Baker e Bridgers] eram todas suficientemente delirantes quando crianças para pensar que isso poderia acontecer com [elas] algum dia; Bridgers refletiu sobre o que de coisa estranha [ela poderia] fazer a seguir e Baker enfatizou a importância da música em sua vida.

## Equipe e colaboradores
Os créditos são adaptados das notas do encarte de The Record.
- Boygenius – performance, composição, produção
- Carla Azar – assistente de performance
- Tony Berg – produção
- Jacob Blizard – assistente de performance
- Anna Butterss – assistente de performance
- Melina Duterte – assistente de performance, produção
- Barbara Gruska – assistente de performance
- Ethan Gruska – assistente de performance, produção
- Owen Lantz – engenharia
- Will Maclellan – engenharia
- Catherine Marks – assistente de performance, produção, gravação
- Mike Mogis – mixagem
- Rob Moose – assistente de performance
- Bobby Mota – engenharia
- Kaushlesh Garry Purohit – engenharia
- Sebastian Steinberg – assistente de performance
- Pat Sullivan – masterização
- Sarah Tudzin – assistente de performance, produção, engenharia
- Marshall Vore – assistente de performance

| Paradas (2023)                                          | Melhor Posição |
| ------------------------------------------------------- | -------------- |
| Ireland (IRMA)                                          | 78             |
| Japan Hot Overseas(Billboard)                           | 9              |
| Estados Unidos (Billboard Hot Rock & Alternative Songs) | 26             |
| Estados Unidos (Billboard Rock Airplay)                 | 12             |

| Paradas (2023)                              | Posição |
| ------------------------------------------- | ------- |
| US Hot Rock & Alternative Songs (Billboard) | 74      |
| US Rock Airplay (Billboard)                 | 26      |

## Certificações
| Região                                                        | Certificação | Vendas   |
| ------------------------------------------------------------- | ------------ | -------- |
| Reino Unido (BPI)                                             | Platina      | 200,000‡ |
| ‡vendas+valores de streaming baseados somente na certificação |              |          |